# Parrot SA
Parrot SA ist ein französisches Unternehmen, das Geräte zur drahtlosen Kommunikation entwickelt und vertreibt. Das Unternehmen ist in der CAC Small gelistet.

## Produkte

### Drohnen

#### AR.Drone

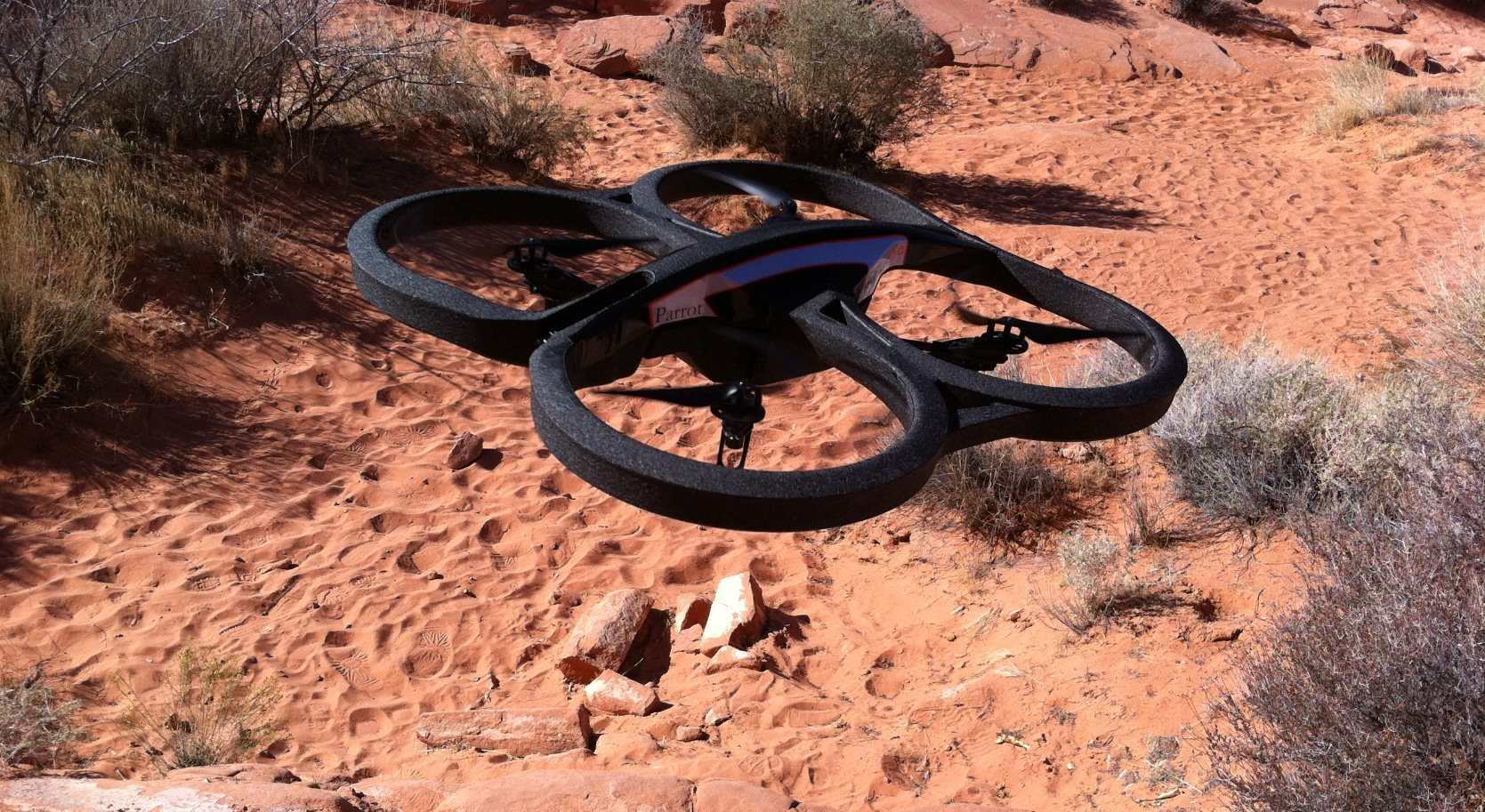
Start einer Parrot AR.Drone 2.0, Nevada (CES 2012)

Das bekannteste Produkt ist der 2010 vorgestellte „Parrot AR.Drone“. Dieser ferngesteuerte Mini-Quadrocopter kann über eine Mobile App, die für Apple iOS und Android zur Verfügung steht, vom Benutzer gesteuert werden.
Die Bebop ist ein Quadcopter, der mittlerweile in der zweiten Version vorliegt. Sie kann per Smartphone, aber auch über den Skycontroller gesteuert werden.

#### Disco
In der zweiten Jahreshälfte 2016 brachte das Unternehmen ferner die „Parrot Disco“ auf den Markt. Dabei handelt es sich um eine Drohne, bei der nicht mehr das Aufnehmen von Videomaterial, sondern, durch eine Ausführung als schnelles Nurflügelflugzeug in Kombination mit einem Head-Mounted Display, das Flugerlebnis selbst im Vordergrund stehen soll.

#### Anafi
Im Juli 2018 kam die „Parrot Anafi“ auf den Markt, eine nach Firmenangaben faltbare Drohne mit minimalem Platzbedarf und einer hochauflösenden, um 180° vertikal schwenkbaren Zoom-Kamera. Der Zoom ist hierbei Digital, jedoch durch die höhere Auflösung des Sensors bei Ultra-HD-Aufnahmen 1,4-fach und bei Full-HD-Aufnahmen 2,8-fach verlustfrei.

#### Bebop 2
Die Parrot Bebop 2 ist eine leichte und kompakte Video-Drohne, die mit einem Gewicht von 500 g eine Flugzeit von knapp 25 Minuten erreicht. Videos werden in Full-HD aufgenommen und durch eine unternehmenseigene Software stabilisiert. Die Drohne besitzt keinen mechanischen Gimbal, sondern eine elektronische 3-Achsen-Bildstabilisierung.

#### Mambo
Die Parrot Mambo ist eine 63 g leichte Drohne. Sie gehört zu der Minidrones Serie.

#### Anafi USA

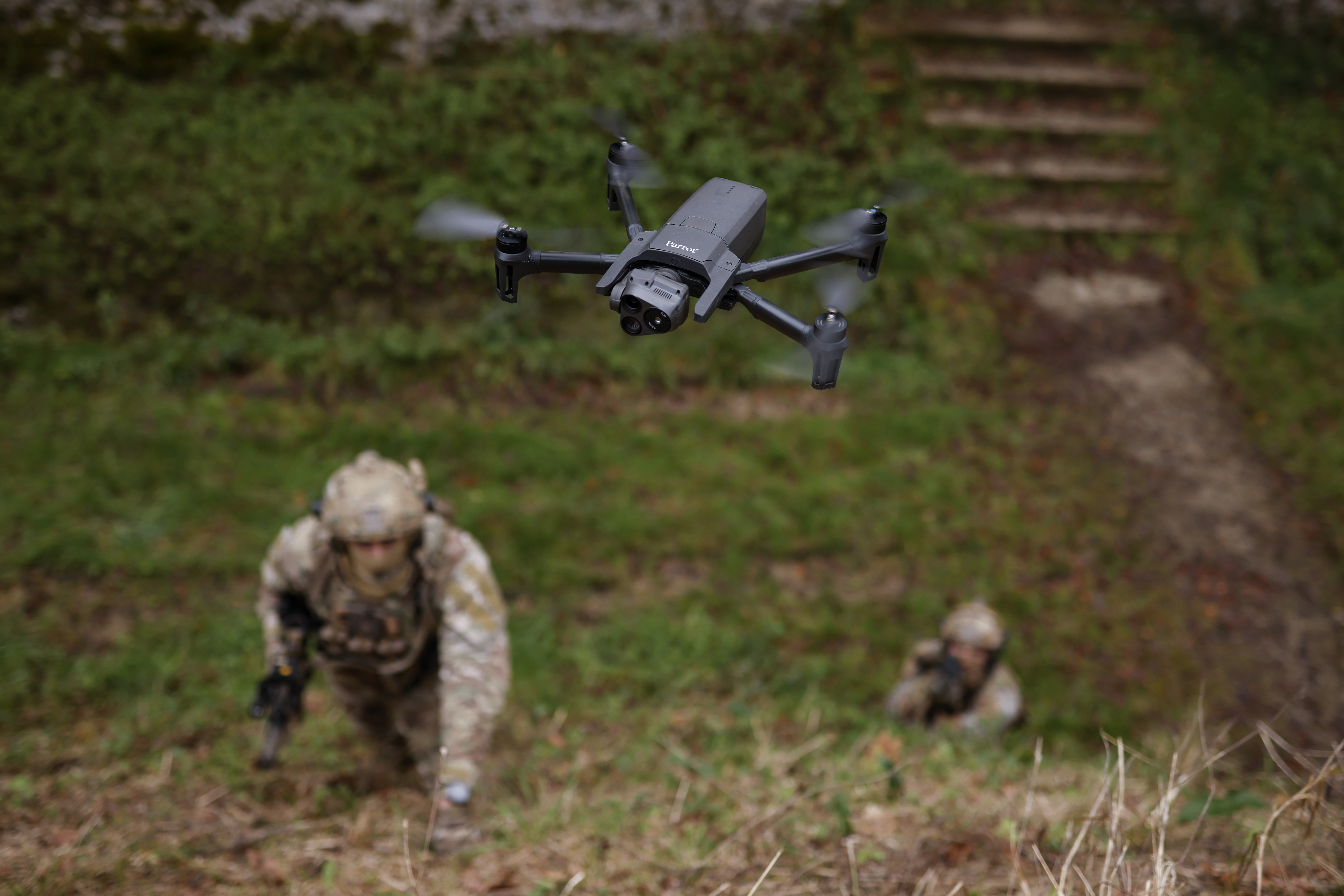
ANAFI USA

Die Parrot Anafi USA ist eine in den USA hergestellte Drohne, welche auf der Parrot Anafi basiert. Sie wurde jedoch an einigen Stellen überarbeitet und richtet sich nun an Behörden, Unternehmen sowie das Militär. Neben den technischen Spezifikationen verspricht Parrot, dass die eingebaute Verschlüsselung DSGVO-konform ist.

#### Anafi AI

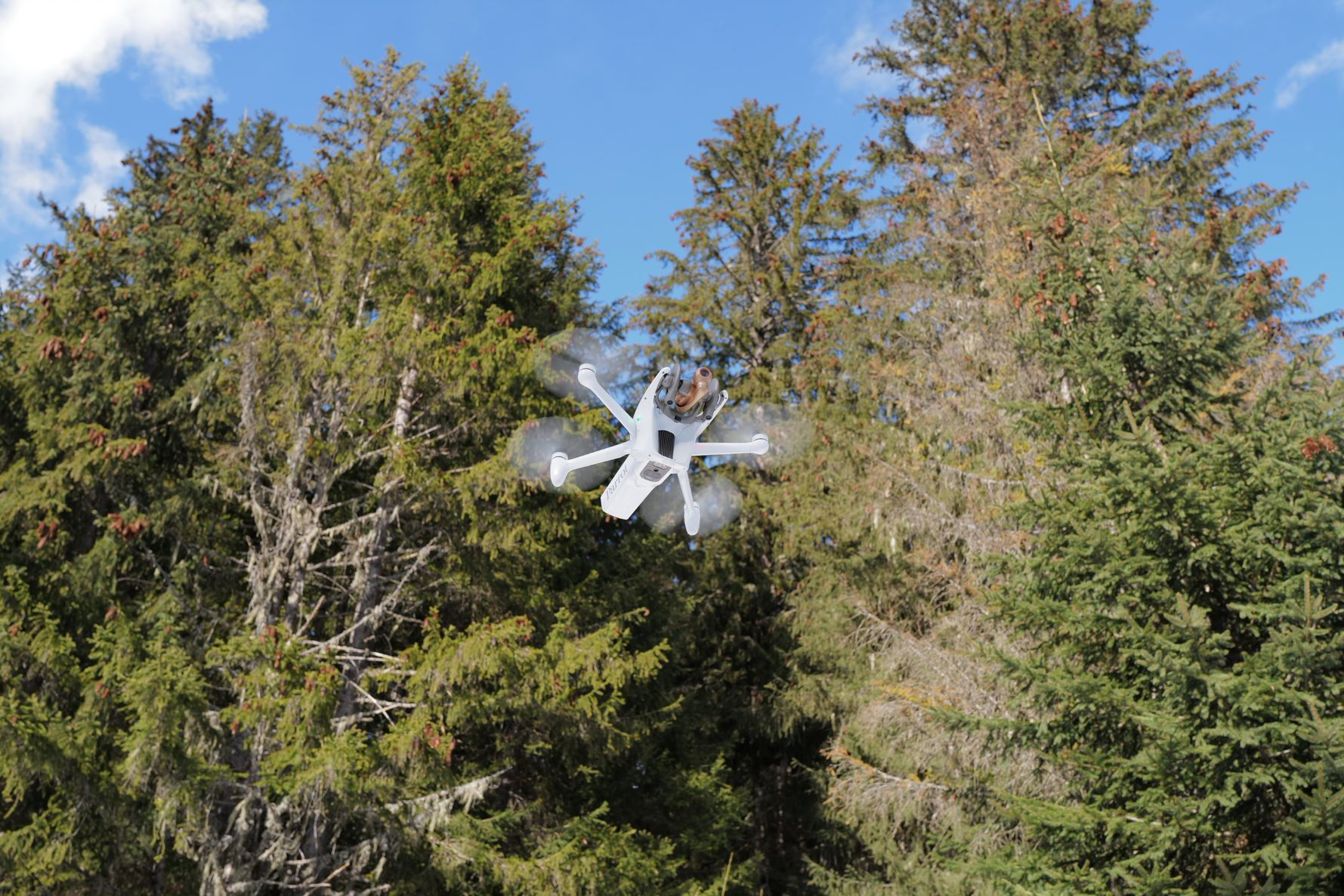
ANAFI Ai

Die 2021 veröffentlichte Anafi AI ist laut Parrot die erste Drohne auf dem Markt, welche über 4G kommuniziert. Dies ermöglicht einen Einsatz unabhängig vom Standort des Piloten. 

### Weitere Produkte
Daneben stellt das Unternehmen unter anderem folgende Produkte her:
- Bluetooth Headsets
- Freisprecheinrichtungen
- Drahtlose Lautsprechersysteme
- Digitale Bilderrahmen

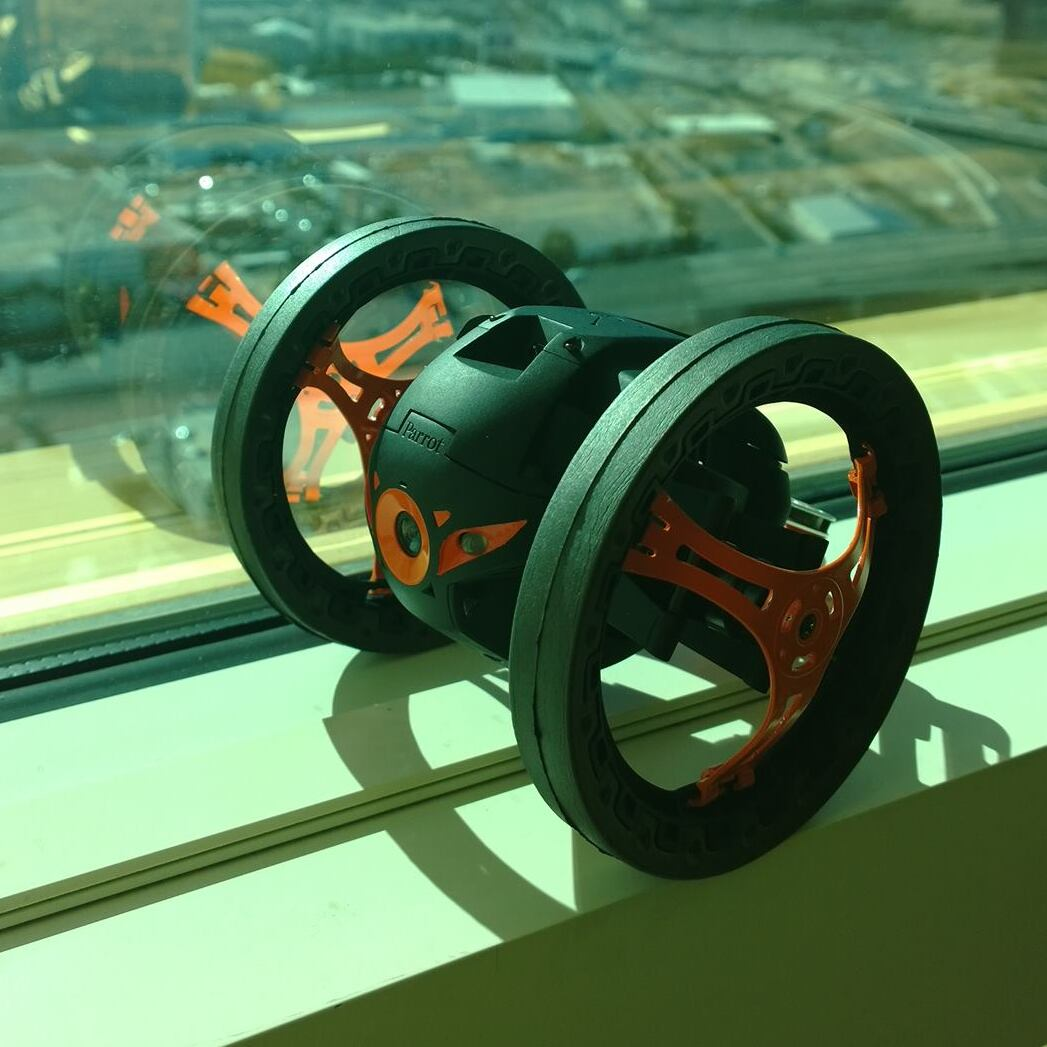
Roboter-Spielzeug Parrot Jumping Sumo
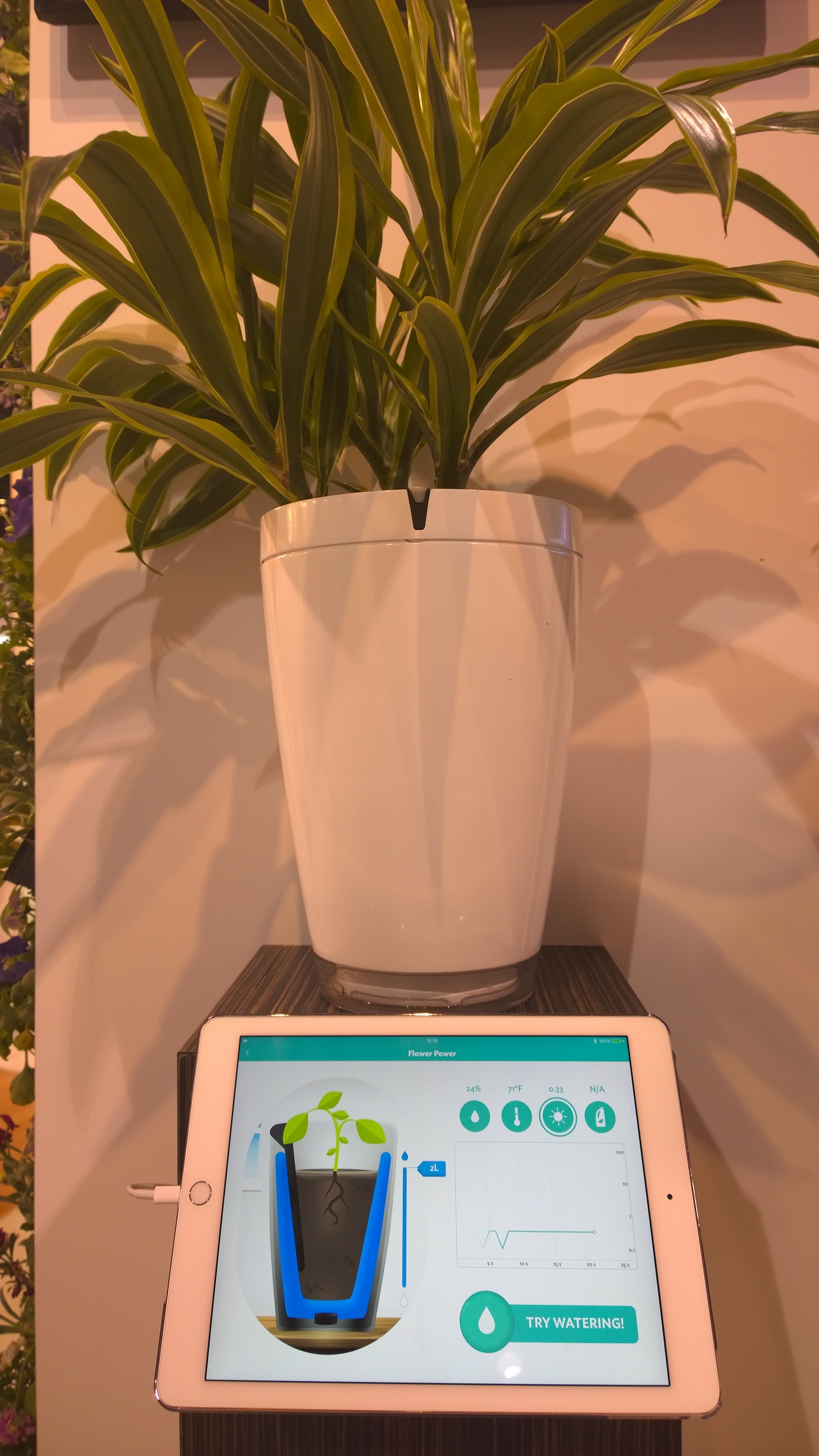
Parrot POT und Flower Power app